# یواس‌اس دوک کانتی (ال‌اس‌تی-۷۳۵)
یواس‌اس دوک کانتی (ال‌اس‌تی-۷۳۵) (به انگلیسی: USS Dukes County (LST-735)) یک کشتی بود که طول آن ۳۲۸ فوت (۱۰۰ متر) بود. این کشتی در سال ۱۹۴۴ ساخته شد.